# Лісові кантони

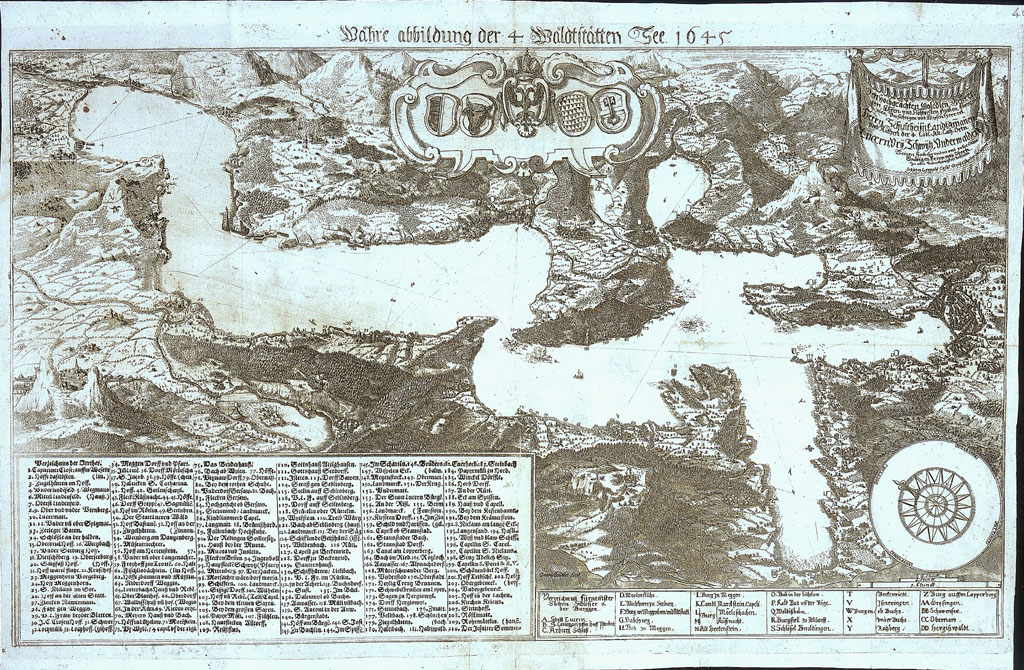
Мапа лісових кантонів навколо Фірвальдштетського озера 1645 року

Лісови́й канто́н (нім. Waldstatt, мн. Waldstätte; /'valtʃtɛtə/ — «заліснені місцини») — історичний термін, який з XIII століття використовується на позначення старих швейцарських кантонів («місцин», нім. Stätte; пізніше нім. Ort — заст. шв. нім. «терен» або Stand — «держава») — найраніших союзницьких утворень у складі Старої конфедерації, якими були Урі, Швіц та Унтервальден у сучасній Центральній Швейцарії.
Із XIII до XIX століття лісовими кантонами також збірно називали ядро самої Старої Швейцарської конфедерації — Урі, Швіц та Унтервальден. Пізніше термін поступово витіснив інший — Прашвейцарія (нім. Urschweiz).
Термін нім. Wald («ліс, лісові хащі») слід відрізняти від нім. Forst: якщо перший у середньоверхньонімецькій термінології позначав оброблювані землі з пасовищами, полями та лісами, то другий позначав густі неосвоєні ліси (лат. silva invia et inculta).

## Історія
Середньоверхньонімецькі терміни Waldstette або Stette (у значенні «заліснена місцина/поселення») також використовується поряд із Stett (суч. Stadt, або «місто, поселення», у значенні потужного, іноді захищеного поселення з особливими правами) і Lender (суч. Länder, у значенні сільських місцевостей), маючи на увазі окремих союзників-суб'єктів конфедерації до першої половини XV століття і поступово витісняються терімном Ort («терен, місцина») або Stand («союзний член»), які зберігали широкий вжиток у німецькомовній частині Швейцарії аж до періоду Гельветійської Республіки. Термін кантон, що походить від романськомовних перекладів нім. Ort, залишався невідомим для німецькомовних союзників до 1650 року.
Перше свідчення про вживання терміна, що конкретно має на увазі долини Центральної Швейцарії, зустрічається в документі 1289 року: ze Swiz in der waltstat (тобто «у Швіці, що в залісненій місцині»).
У 1323 році Гларус також названо лісовим кантоном, нарівні зі Швіцом. Застосування терміна до союзних членів ранньої Швейцарської конфедерації сягає 1309 року. 1310 року герцог Фрідріх Справедливий скаржиться на короля, який перешкоджає його правам на civitatibus Silvanis.
Після формування Конфедерації у 1310-х роках термін набуває характеру екзоніму та зустрічається в пактах, що розширювали Швейцарський союз.
Згадка Люцерну як «четвертого» серед лісових кантонів вперше датується 1450-ми роками у додатку до  Срібної Книги Егглоффа Еттерліна.
У протоколах Тагзатцунгу другої половини XV століття, за головування Люцерну, термін vier waltstette набуває широкого поширення. Альбрехт фон Бонштеттен у своїй праці Superioris Germaniae Confoederationis descriptio (1479) відзначає, що термін vier Waldstett (лат. quatuor Loca Silvarum) був широкопоширеним.
У XVI столітті Люцернське озеро отримало назву Фірвальдштеттське (нім. Vierwaldstättersee), тобто «озеро чотирьох лісових кантонів».